# تحفه فاضلوا
تحفه فاضلوا (انگلیسی: Tuhfa Fozilova؛ ۱۹۱۷ – ۳ فوریه ۱۹۸۴) خواننده اپرا و هنرپیشه اهل اتحاد جماهیر شوروی سوسیالیستی بود. وی مادر مراد عارفف بازیگر سرشناس سینمای شوروی و تاجیکستان بود.

## جوایز
وی برندهٔ جوایزی همچون نشان انقلاب اکتبر، جایزه هنرمند مردمی اتحاد جماهیر شوروی و نشان لنین شده بود.